# اچ‌ام‌اس چتم (اف۸۷)
اچ‌ام‌اس چتم (اف۸۷) (به انگلیسی: HMS Chatham (F87)) یک کشتی است که طول آن 148.1 m (486 ft 9 in) می‌باشد. این کشتی در سال ۱۹۸۸ ساخته شد.